# Forst, Cochem-Zeell
Forst (Eifel) là một đô thị thuộc huyện Cochem-Zell, bang Rheinland-Pfalz, Đức. Đô thị này có diện tích 3,93 ki-lô-mét vuông.